# بيتر فيلبس
بيتر فيلبس (بالإنجليزية: Peter Phelps)‏ هو ممثل أسترالي، ولد في 20 سبتمبر 1960 في أستراليا.

## أعمال

### أفلام
- (1991) نقطة فاصلة[6]

### مسلسلات
- مودرن فاميلي

## وصلات خارجية
- بيتر فيلبس على موقع IMDb (الإنجليزية)
- بيتر فيلبس على موقع ألو سيني (الفرنسية)
- بيتر فيلبس على موقع أول موفي (الإنجليزية)
- بيتر فيلبس على موقع قاعدة بيانات الأفلام السويدية (السويدية)
- بيتر فيلبس على موقع قاعدة بيانات الفيلم (الإنجليزية)
- بيتر فيلبس على موقع كينوبويسك (الروسية)